# べか鍋
べか鍋（べかなべ）は、石川県沿岸部の郷土料理。コンカイワシを用いた鍋料理である。

## 概要
石川県は、降雪はあるものの冬の気温は適度に低く、夏は高温多湿になる独特の気候風土であり、この気候風土を生かして発酵食文化が根づいており、なれずし、かぶらずしといった発酵を活かした郷土料理も多い。
コンカイワシは、イワシをぬか漬けにした伝統発酵料理であり、冷蔵技術がない時代に大量に獲れるイワシの保存手段として普及した。
べか鍋はコンカイワシ、塩漬けしたハクサイ、キノコなどを酒粕のはいった出汁で煮た鍋料理である。
冬によく食べられていたが、塩分を多く含んでいるため、夏期に食事が進まない際に食べられることもあった。こんにちでは家庭でべか鍋を食すことは減ってきている。

## 名称
イワシは大衆魚であり、毎日のように食されるため「今日も食べっか」「明日も食べっか」という会話がよく交わされており、「べか」の由来になったとされる。
能登中部ではかぶし、ドボヅケも呼ばれている。